# Plecoglossus altivelis
Plecoglossus altivelis är en fiskart som först beskrevs av Temminck och Schlegel 1846.  Plecoglossus altivelis ingår i släktet Plecoglossus och familjen Plecoglossidae. IUCN kategoriserar arten globalt som otillräckligt studerad.
Trivialnamnet Ayu förekommer för arten.
Stora exemplar är cirka 70 cm långa och de har en vikt av 4 till 5 kg.
Utbredningsområdet ligger i västra Stilla havet och i de angränsande vattendragen. Arten förekommer från norra Japan (Hokkaido) och Koreahalvön till Taiwan och sydöstra Kina.
De vuxna fiskarna simmar före parningen mot vattendragens övre lopp. Fiskrommen förflyttas till havet och där kläcks ungarna. De lever först av plankton och när de blivit 4 till 6 cm långa av insekter samt alger. Större exemplar jagar andra fiskar. Några honor kan fortplanta sig flera gångar under livet och andra bara en gång.
Plecoglossus altivelis är ett omtyckt mål för fiske och den odlas i uppfödningsstationer.

## Underarter
Arten delas in i följande underarter:
- P. a. chinensis
- P. a. altivelis
- P. a. ryukyuensis